# Mongewell
Mongewell är en by i civil parish Crowmarsh, i distriktet South Oxfordshire, i grevskapet Oxfordshire, i England. Byn är belägen 20 km från Oxford. Mongewell var en civil parish fram till 1932 när blev den en del av Crowmarsh och Rotherfield Greys. Civil parish hade 129 invånare år 1931. Byar nämndes i Domedagsboken (Domesday Book) år 1086, och kallades då Mongewel.